# 41-es villamos (Prága)
A prágai 41-es jelzésű villamos a Výstaviště Holešovice és a Vozovna Střešovice között közlekedik, tavasztól őszig, hétvégenként és ünnepnapokon.

## Története
A vonalon közlekedő villamosokat 1930-ban gyártották a Ringhoffer Vagongyárban. Felújításukat az 1990-es években kezdték el, nyaranta nosztalgiajáratként közlekednek, a vonalnak a száma az első prágai villamos 1891-es átadásának emlékére 91-es lett. 2017. március 25-étől 41-es jelzéssel közlekedik.

## Megállóhelyei
| 0  | Planetárium Praha végállomás (↓)     | ∫  |                                           |
| 1  | Výstaviště Holešovice végállomás (↑) | 36 | 6, 12, 17                                 |
| 2  | Veletržní palác                      | 34 | 6, 17                                     |
| 3  | Strossmayerovo náměstí               | 32 | 1, 6, 8, 12, 17, 25, 26                   |
| 5  | Vltavská                             | 31 | C 1, 12, 14, 25 S5 R24 R45                |
| 6  | Štvanice                             | 30 | 14                                        |
| 7  | Těšnov                               | 29 | 14                                        |
| 9  | Bílá labuť                           | 28 | 3, 8, 14                                  |
| 11 | Masarykovo nádraží                   | 26 | B 3, 6, 14, 15, 26 S1 S2 S22 S4           |
| 13 | Jindřišská                           | 24 | 3, 5, 6, 9, 14, 15, 26                    |
| 15 | Václavské náměstí                    | 22 | A B 3, 5, 6, 9, 14                        |
| 16 | Vodičkova                            | 20 | 3, 5, 6, 9, 14                            |
| 17 | Lazarská                             | 19 | 3, 5, 6, 9, 14                            |
| 19 | Národní třída                        | 18 | B 2, 9, 18, 22, 23                        |
| 20 | Národní divadlo                      | 16 | 2, 9, 17, 18, 22, 23                      |
| 22 | Újezd                                | 13 | 9, 12, 15, 20, 22, 23 · Petřín siklóvasút |
| 23 | Hellichova                           | 11 | 12, 15, 20, 22, 23                        |
| 25 | Malostranské náměstí                 | 10 | 12, 15, 20, 22, 23                        |
| 28 | Malostranská                         | 8  | A 2, 12, 15, 18, 20, 22, 23               |
| 32 | Královský letohrádek                 | 4  | 22, 23                                    |
| 33 | Pražský hrad                         | 3  | 22, 23                                    |
| 34 | Brusnice                             | 2  | 22, 23                                    |
| 36 | Vozovna Střešovice végállomás        | 0  | 1, 2, 25                                  |